# Carex strigosa
Laîche maigre
Espèce
Carex strigosa, la Laîche maigre, est une espèce de plantes herbacées de la famille des Cyperaceae.

## Description
Cette espèce présente des cellules diploïdes de 2n=66 chromosomes.

## Systématique
Le nom correct complet (avec auteur) de ce taxon est Carex strigosa Huds..
Ce taxon porte en français les noms vernaculaires ou normalisés suivants : Laiche maigre,, Laîche maigre,,, Carex maigre, Laiche à épis grêles, Laîche à épis grêles, Laiche à poils raides, Laîche à poils raides.
Carex strigosa a pour synonymes :
- Carex godefrinii Willemet
- Carex leptostachya Boiss.
- Carex leptostachys Ehrh.
- Carex leptostachys Ehrh. ex L.f.
- Loxotrema leptostachys (Ehrh. ex L.f.) Raf.
- Trasus strigosus (Huds.) Gray